# Amphiblestrum henryi
Amphiblestrum henryi is een mosdiertjessoort uit de familie van de Calloporidae. De wetenschappelijke naam van de soort is voor het eerst geldig gepubliceerd in 2009 door Kuklinski & Barnes.